# PPM-2
PPM-2は、東ドイツで開発された対人地雷。

## 概要
いわゆる圧力作動式爆風地雷の一種であり、地雷を踏むことで起爆し、主に爆発そのものにより傷害を負わせることを目的としている。
これまでにアンゴラ、カンボジア、チャド、東ドイツ、エチオピア、レバノン、モザンビーク、ナミビア、ソマリアで使用が確認されている。東ドイツでは、国境警備隊により国境線沿いに敷設された。

## 構造
直径134ミリ、高さ60ミリで、本体は黒色のプラスチック製である。通常は型式名等のマーキングはされていない。
敷設時は、安全ピンを取り外すと1.5から3時間ほどの遅延時間の後に作動状態となる。作動状態では上部にある感圧板に13キロの圧力がかかることでピエゾ式信管が作動し、電気式起爆装置により起爆する。主爆薬は110グラムのTNT爆薬である。
内部に金属部品が使用されており、金属探知機による探知は比較的容易である。